# フレデリック・テイラー

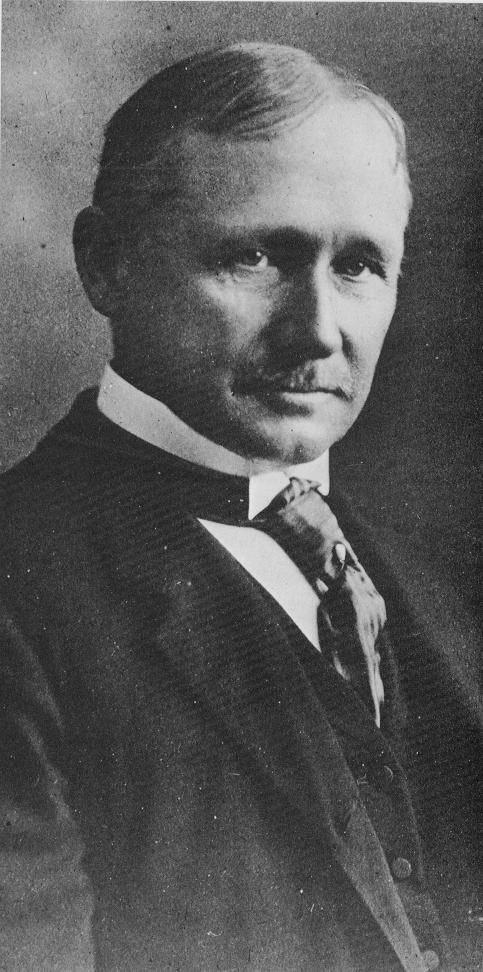

フレデリック・ウィンズロー・テイラー (Frederick Winslow Taylor、1856年3月20日 - 1915年3月21日）は、アメリカ合衆国の技術者（技師、エンジニア）で、経営学者。科学的管理法の発案者で、現代においては「科学的管理法の父」と称される。

## 生涯
フィラデルフィアの裕福な家庭に生まれた。弁護士であった父の跡を継ぐために、ハーバード大学の法学部に入学。しかし、目の病気により大学を辞め、弁護士への道を断念する。 
1874年に、機械工見習いになり、工場条件の学習をした。エンジニアとしての資格を得た彼は、フィラデルフィアのミッドベール･スチール社に作業者として就職。職場の組長に取立てられたテイラーは6年の間に「テイラー工場システム」と呼ばれる科学的管理法の実践により、工作機械の改良や作業工程の改善を行い、職場に蔓延っていた「組織的怠業」を打破し労働コストの削減を達成。その功績により、主席技師（職長）に昇進している。また、この時期にガント、バースといった弟子と言える人々と出会っている。また、ミッドベール社在職中に高速度鋼を発明するなど、およそ200の特許を取得しており、後にコンサルタント業として独立する際の基礎ともなっている。また、在職中にスティーブンス工科大学から工学修士の学位を受けている。
1890年にミッドベール･スチール社を退職後、いくつかの会社で工場管理をした後、1898年にベスレヘム・スチール社に移る。そこで管理の再編成を試み、労働者の作業や道具の標準化を図った。その結果、生産に関わる計画（日程や作業内容など）の立案の重要性が高まり、計画立案専任の部署が設置されるなどの近代化への一歩といえる功績を残すが、他の管理職との対立から、1901年にベスレヘム社を退職した。1902年エリオット・クレッソン・メダル受賞。
以後、コンサルタントとしていくつかの企業を蘇らせ、また科学的管理法の研究を進め、体系化していった。また、1906年から1907年までの間、機械学会の代表を務めた。
晩年は、1915年にフィラデルフィアで死去するまで、労働組合を代表とする科学的管理法の導入に反対する勢力からの批判を受けて、それに反論するなど、科学的管理法の擁護者として活動した。59歳を迎えた翌日に病死した。

## 業績
テイラーは科学的管理法の手法を考案し実践した事で、生産現場に近代化をもたらしたとともに、マネジメントの概念を確立した。
テイラー以前にも、フランス人のペロネやイギリス人のバベッジが、1800年ごろに時間設定の実践をはじめていたといわれている。しかし、「作業分割」を行い、要素ごとに「時間研究」を行うという方法を確立したのはテイラーである。
テイラーの科学的管理法がアメリカ全土に広まるきっかけとなったのは、1910年に起こった、アメリカ東部の鉄道会社が貨物輸送運賃の値上げを要求した事件である。これを阻止するために、荷主側の弁護士のルイス・ブランデーズがテイラーの管理法を紹介し、鉄道会社の非効率な運営を指摘したことにより、全米に知られることとなった。この時に、ブランデーズやギルブレス、テイラーの弟子のガントらによって、テイラーの管理法が「科学的管理法」と名づけられた。
1911年に著書「科学的管理の原理」を出版。
テイラーは、以下のように信じていた。
- 今の管理者は、素人であり、学問として研究されるべきである。
- 労働者は協力するべきである。また従って、労働組合を必要としないだろう。
- 訓練されて資格のある管理者と、協力的かつ革新的な労働者の間の協力によって、最良の結果が得られる。管理者は、協力的かつ革新的な労働力が、労働者側は、訓練されて資格のある管理が必要である。

著作
- 『出来高払い制私案』 （1895年）
- 『Shop Management（工場管理）』 （1903年）
- 『科学的管理法の原理』 （1911年）

　など